# Ibrahim Ferrer
Ibrahim Ferrer (20. februar 1927 i nærheden af Santiago de Cuba – 6. august 2005 i Havana) var en cubansk musiker, der især var kendt som sanger.
Han blev verdensberømt i 1997 for sin medvirken på albummet Buena Vista Social Club opkaldt efter spillestedet Buena Vista Social Club, og for sin medvirken i dokumentarfilmen Buena Vista Social Club fra 1999 om albummets tilblivelse, instrueret af Wim Wenders. 